# Hans Weigel
Pour les articles homonymes, voir Weigel.
Hans Weigel (né le 29 mai 1908 à Vienne (Autriche) et mort le 12 août 1991 à Maria Enzersdorf) est un écrivain et critique de théâtre autrichien. Il vécut à Vienne, hormis pendant la période 1938-1945 où il vécut en exil en Suisse.

## Œuvres (sélection)
- Lern dieses Volk der Hirten kennen. Versuch einer freundlichen Annäherung an die Schweizerische Eidgenossenschaft. Zurich: Artemis 1962
- Karl Kraus oder Die Macht der Ohnmacht. Versuch eines Motivenberichts zur Erhellung eines vielfachen Lebenswerks. Vienna; Frankfurt; Zurich: Molden, 1968
- Die Leiden der jungen Wörter. Ein Antiwörterbuch. Zurich, Munich: Artemis-Verlag, 1974,  (ISBN 3-7608-0357-1)
- Das Land der Deutschen mit der Seele suchend, Diogenes Verlag, Zurich 1983,  (ISBN 3-257-21092-2)
- Niemandsland. Ein autobiographischer Roman. Ed. by Elfriede Ott and Veronika Silberbauer. Vienna: Amalthea, 2006,  (ISBN 978-3-85002-571-3)